# Palais Sursock
Pour les articles homonymes, voir Sursock.

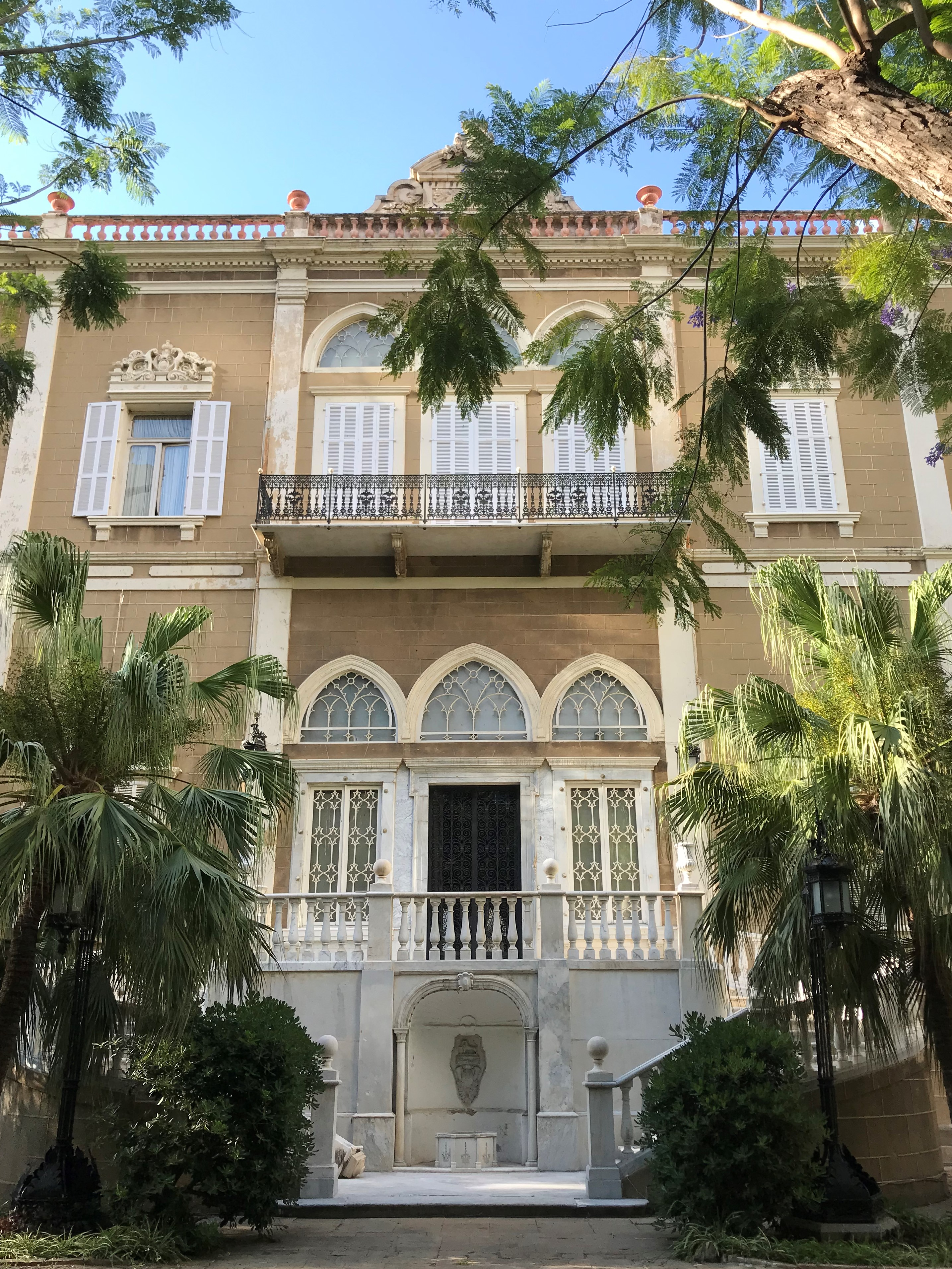
Façade du palais.

Le palais Sursock est un grand palais dans le style traditionnel libanais situé dans la rue Sursock à Beyrouth, au Liban. Construit entre 1850 et 1860 par Moussa Sursock, le palais Sursock est ensuite la résidence privée de la petite-fille de celui-ci, Lady Yvonne Cochrane (née Sursock). Lady Sursock est connue pour sa défense de la préservation de bâtiments historiques au Liban, notamment grâce à l'APSAD (Association pour la préservation des sites et anciennes demeures), qu'elle crée en 1960.

## Localisation
Le palais Sursock est situé dans une rue historique, la rue Sursock, dans le quartier historique d'Achrafieh. Il fait face au musée Nicolas-Sursock, un bâtiment du XIXe siècle légué à la ville de Beyrouth en 1961.
Certaines pièces font neuf mètres de hauteur, dotées de plafonds ouvragés, de colonnes de marbre ou encore de murs en stuc. La collection privée du palais est riche en objets d’art, par exemple des tapisseries flamandes du XVIe siècle ou des statues de femmes dénudées rapportées de Paris.
Le palais est entouré de 8000 m² de jardins. Sa conception est innovante pour l’époque : la maison est ouverte sur le parc et non pas close sur un patio. L'escalier central est également novateur, l'usage du métal allégeant la structure. C'est un symbole de la riche histoire de la famille Sursock,.

## Histoire
La famille Sursock a une notoriété ancienne. Fermiers généraux sous l'Empire ottoman, ses membres acquièrent de grandes propriétés. Vers 1860, Moussa Sursock fait construire une demeure à Beyrouth, sur le promontoire d'Achrafrieh, en face de la mer Méditerranée. Sa petite-fille, Yvonne Sursock, devient Lady par son mariage avec un aristocrate britannique et réaménage le palais (vitrages ajoutés aux salons d'été pour en profiter toute l'année, garage à la façade sculptée, etc.).
Le palais a été fortement endommagé par les explosions d'août 2020, qui causent également la mort d'Yvonne Sursock, peu après, à l'âge de 98 ans. Les travaux de consolidation et d'imperméabilisation sont estimés à 30 millions d'euros, sans compter ceux des restaurations intérieures. Le tableau Hercule et Omphale, par Artemisia Gentileschi, est sérieusement endommagé et doit faire l'objet d'une restauration par le J. Paul Getty Museum de Los Angeles.